# Sarlófűcincér
A sarlófűcincér (Phytoecia scutellata) a cincérfélék családjába tartozó, Délkelet-Európában és Nyugat-Ázsiában honos, sarlófüvön élő bogárfaj. 

## Megjelenése
A sarlófűcincér testhossza 7-14 mm. Az előtor oldalai ívesek (a hátsó perem kivételével), nagyjából szív alakú; szárnyfedők oldalvonalai a vállaktól a végéig keskenyednek. Alapszíne feketés, a csápok, a lábak és a szárnyfedők, valamint az előtor háta néhány folt kivételével barnásak. Felületét finom szürkésbarna, lesimuló szőrök borítják, de a pajzsocska és az előtor peremének előtte lévő kis foltja sűrű, fehér szőrökkel fedett. Az előtor alig láthatóan pontozott, szárnyfedői egyenetlenül és szórtan pontozottak. Az első csápíz külső oldalán éles léc húzódik.   

## Elterjedése és életmódja
Délkelet-Európában és Nyugat-Ázsiában honos, a Kárpát-medencétől a Balkánon, Ukrajnán és Kis-Ázsián keresztül a Kaukázusig (Örményországig és Északnyugat-Iránig). Magyarországon szórványosan fordul elő a Dunántúlon, valamint Pest és Nógrád megyében. Többek között a budapesti Sas-hegyen és Pécel, Esztergom, Legénd, Siófok, Balatonendréd, Zamárdi, Ságvár, Kaposvár, Pécs környékén ismertek állományai
Meleg száraz rétek, sztyeppek, sziklafüves lejtők lakója. A nőstény az ernyősvirágzatúakhoz tartozó sarlófű szárának föld fölötti részén rág egy nyílást, cincogó hang kíséretében ide helyezi el kevés (kb. 3) petéjének egyikét. A lárva a növény gyökerében táplálkozik, aminek következtében az elpusztul. Ősszel a lárva bebábozódik és imágóként telel át. Tavasszal igen korán, március végén válik aktívvá, rajzása kb. május közepéig tart. A bogár nappal aktív többnyire a tápnövényén tartózkodik, annak fiatal hajtásaival táplálkozik. A hím alacsonyan (kb. 1,5 méteren) repülve keresi a nőstényt, amely csak ritkán kap szárnyra. 
Magyarországon védett, természetvédelmi értéke 10 000 Ft.

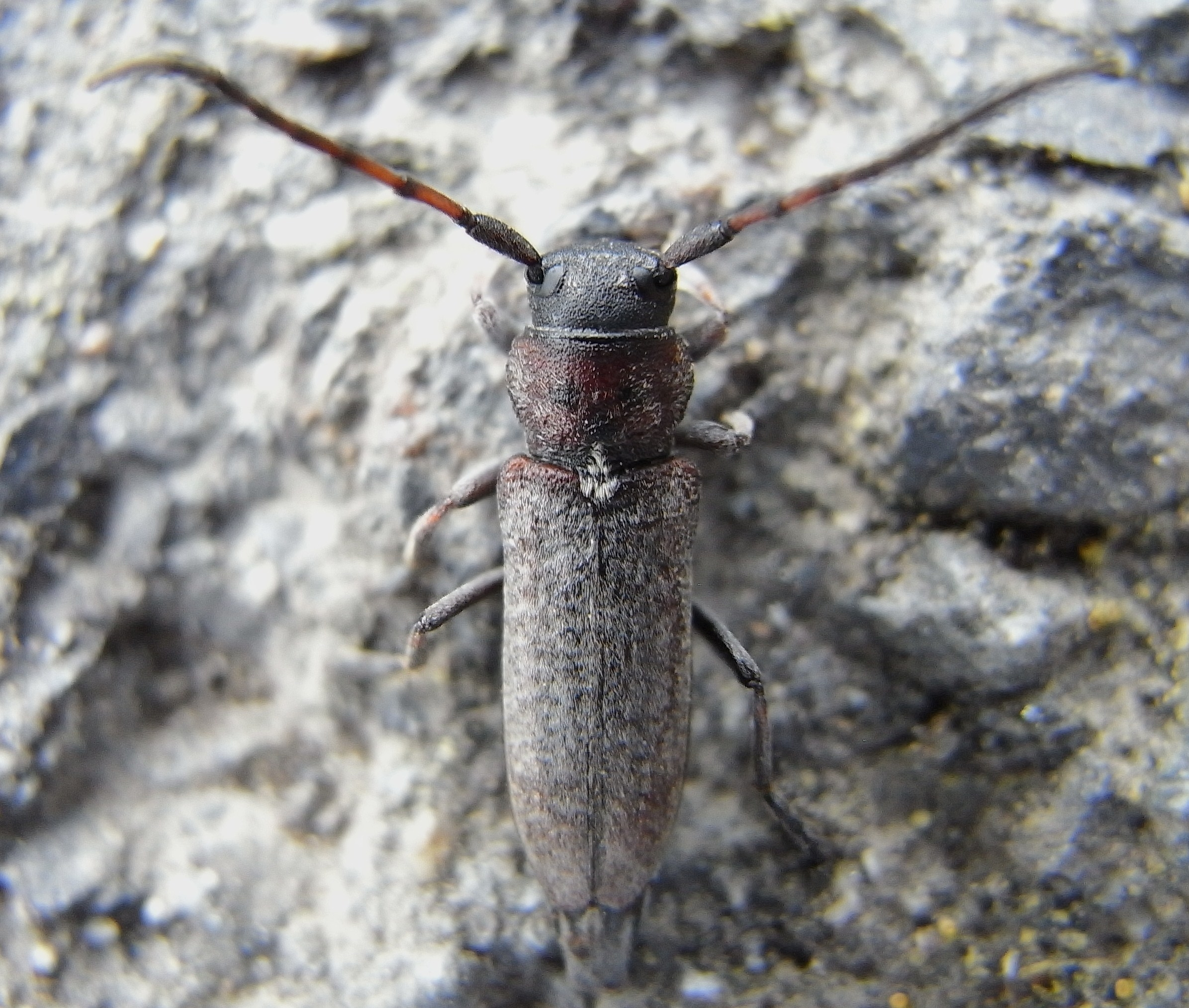
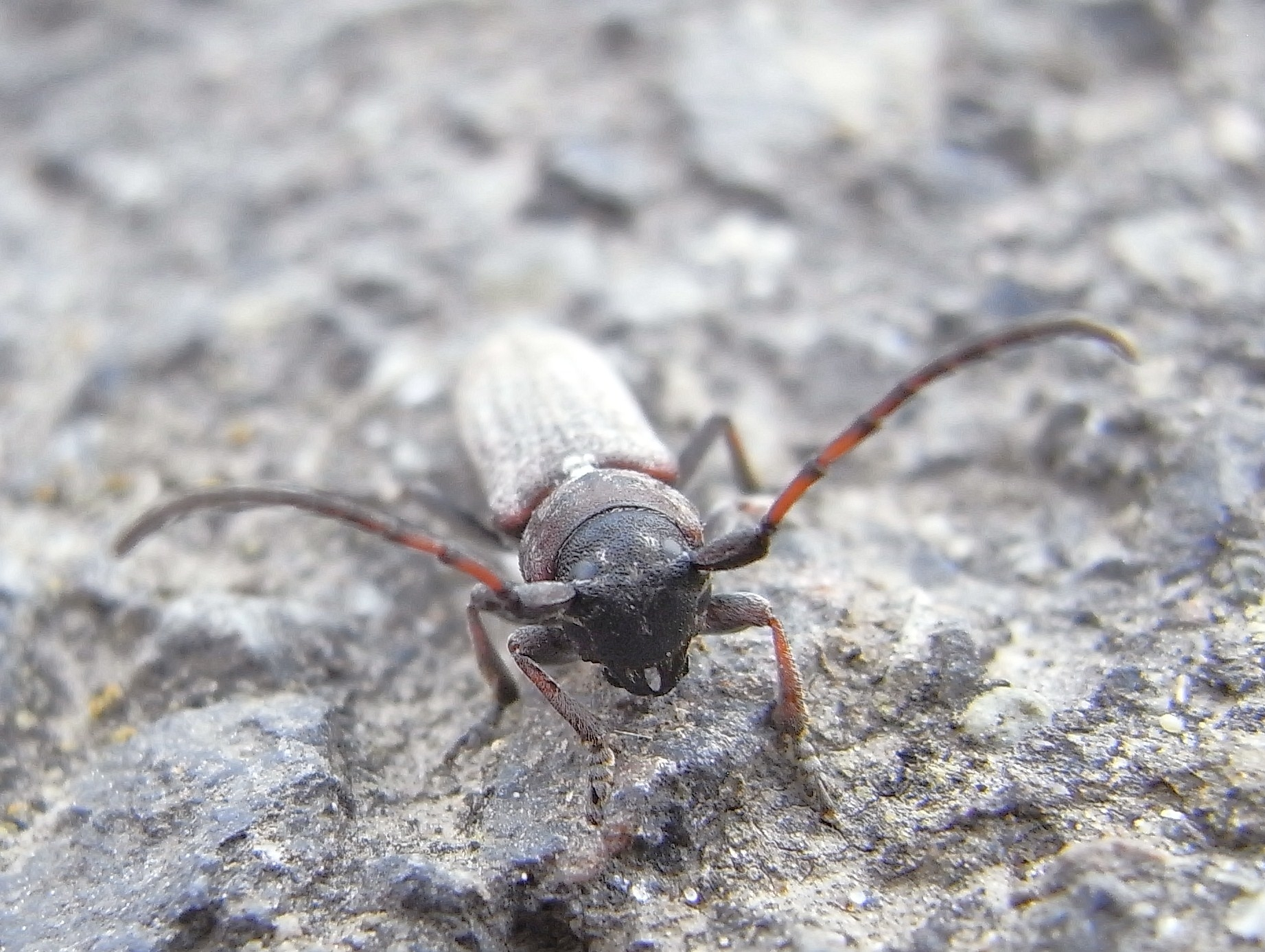
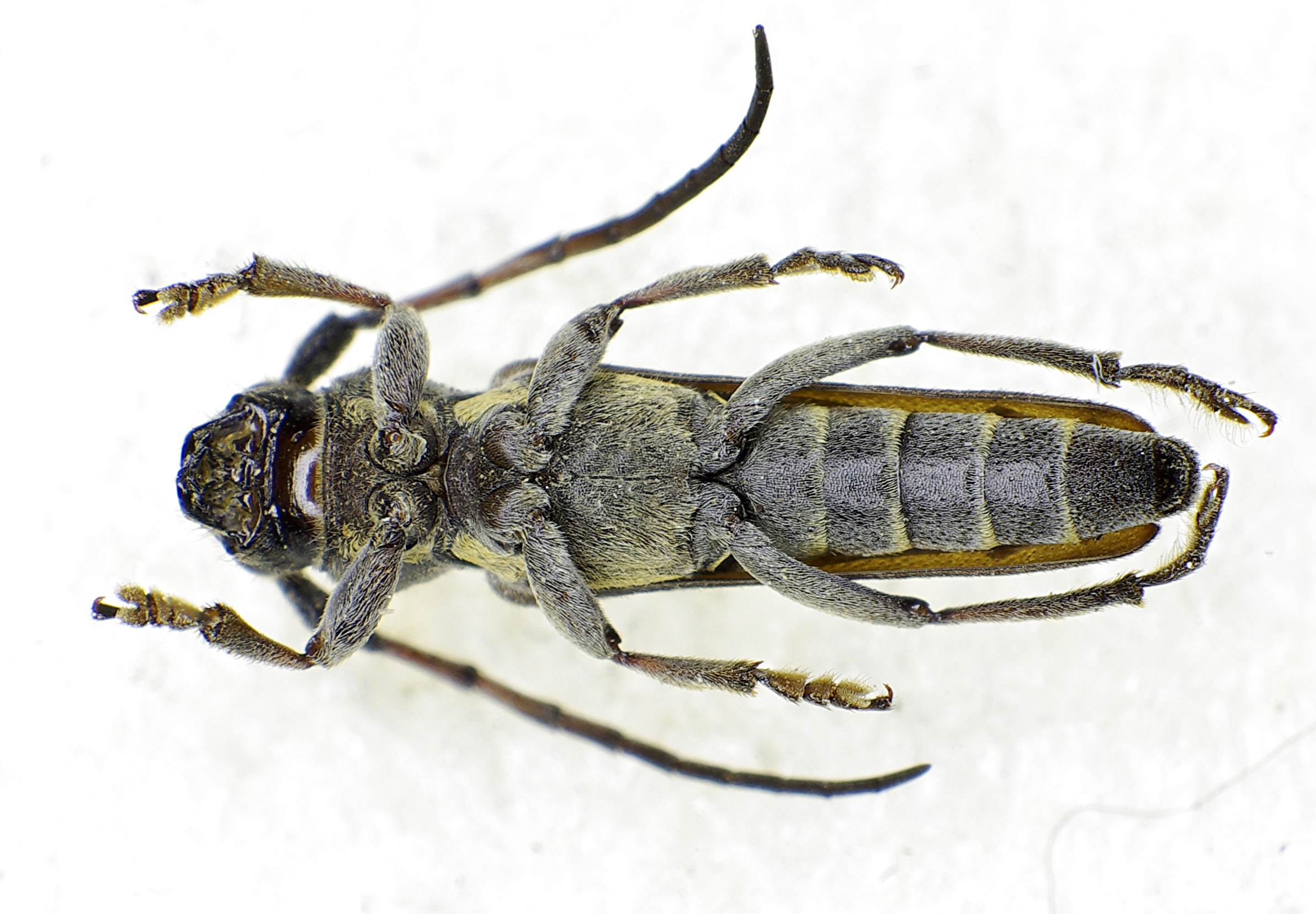